# Jason & Kristopher Simmons
Jason Patrick Simmons (Los Angeles, 19 settembre 2002) e 
Kristopher Robert Simmons (Los Angeles, 19 settembre 2002) sono due attori gemelli statunitensi.

## Biografia
I loro genitori sono Maria e Robert Simmons. Sono nati a Los Angeles in California. Hanno un fratello più grande chiamato Patrick nato nel 2000. Dal maggio 2003 costoro hanno interpretato Wyatt Matthew Halliwell nella serie televisiva Streghe. Kristopher e Jason hanno cominciato a recitare nel telefilm quando avevano solo sette mesi. All'inizio era stato deciso che sarebbero apparsi solamente nell'episodio della quinta stagione Un amore passato ma più tardi fu chiesto loro di rimanere fino alla fine della serie. Fu ufficialmente attribuito loro il ruolo di Wyatt nell'episodio della settima stagione L'amico immaginario. Per quanto riguarda l'ottava stagione sono apparsi per la prima volta negli episodi La schiera cinese e Ostaggi ed hanno continuato fino alla fine della serie.

## Filmografia
- Streghe (Charmed) – serie TV, 50 episodi (2003-2006)
- Pushing Daisies – serie TV, episodio 2x06 (2008)
- How I Met Your Mother  – serie TV, episodio 8x23 (2013) – non accreditati